# Powell e Donovan
Gregory Powell e Michael Donovan sono una coppia di personaggi creati dallo scrittore di fantascienza Isaac Asimov.

## Storia dei personaggi
Sono due collaudatori sul campo della US Robots and Mechanical Men, Inc. (fra il 2010 e 2030), il principale produttore di robot della Terra nel XXI secolo. Sono specializzati nel controllare e risolvere i piccoli e (soprattutto) grandi problemi che comporta provare l'efficienza di un nuovo prototipo di robot positronico appena assemblato dall'azienda. Asimov non li ha mai descritti fisicamente in modo dettagliato, si sa solo che sono entrambi di giovane aspetto, ed è stato sempre specificato che Powell porta i baffi (che tocca e liscia spesso), mentre Donovan ha i capelli rossi. Entrambi si ritengono molto sfortunati in quanto tutti i compiti che gli vengono assegnati, alla fine si dimostrano contenere un grande rischio. 
Sono soliti chiamarsi con i loro corrispettivo diminutivi Greg e Mike. Powell poi è così attaccato al suo lavoro che una volta salta fuori da una casa in fiamme (in mutande) portandosi dietro l'enorme Manuale di Robotica. Non viene specificato che fine facciano dopo aver concluso i loro rapporti con la U.S. Robots, ma nella sua ultima intervista, Susan Calvin racconta che Powell diventa nonno e vive a New York.

## Storia editoriale
Il primo racconto in cui Powell e Donovan fanno la loro comparsa è Essere razionale nel 1941 (il secondo racconto sui robot dell'autore). Tali personaggi sono stati ispirati dalle storie di John W. Campbell su due esploratori interplanetari chiamati Penton e Blake. La loro lenta scomparsa nelle storie di Asimov è dovuta all'invenzione di un altro personaggio: Susan Calvin, del quale lo scrittore si innamorò subito.

## Apparizioni
Il duo è presente in:
- Essere razionale (Reason, 1941) — Io, robot
- Circolo vizioso (Runaround, 1942) — Io, robot
- Iniziativa personale (Catch That Rabbit!, 1944) — Io, robot
- Meccanismo di fuga (Escape!, 1945) — Io, robot
- La prima legge (First Law, 1956) — Il secondo libro dei robot (solo Donovan)